# 陈光诚
陈光诚（1971年11月12日—），山东沂南人，中華人民共和國盲人維權人士，入选美国《時代雜誌》2006年时代百大人物。自学法律知识维护村民與残疾人士的权益，被媒体譽為「赤脚律师」。
他曾於2006年至2010年入獄，自2005年起妻子、女兒就遭軟禁於家中（陳向CNN強調应称“非法监禁”）。2012年4月下旬，他進入了北京的美國駐華大使館尋求庇護，引發外交風波。5月19日，他與家人離開中國，抵達美國。

## 生平

### 早年生涯
陈光诚係1971年出生于山東省临沂沂南县双堠镇东师古村的一戶家庭。1歲時得眼疾，卻因家貧未就醫而導致双眼失明，18歲才就讀小学。
1994年，就读于青岛市盲校。1996年寒假，因为临沂当地政府违反1991年开始实施的《中华人民共和国残疾人保障法》中残疾人士可减免税收的规定，直到1996年依然在向残疾人士征税，陈光诚与当地政府多次交涉未果的情况下到北京上访制止临沂地方政府違法徵稅，后临沂地方政府接到上级批示后，终于表态要停止向残疾人士征税。
1997年，家鄉东师古村的村委會开始实行两田制可能加重了村民的负担。陈光诚通过《半月谈》了解到中央政府不允许搞“两田制”。於1998年夏，到北京上访，最后终于制止了村里的違法兩田制。
1998年，從青岛市盲校畢業，就读于南京中医药大学。2000年到2001年，陈光诚在中国法学会发起并负责「残疾人维权项目」。2001年，從南京中医药大学畢業。
東師古村因為造紙廠排污，水源惡臭，有村民突然得怪病死亡，村民孩子入學體檢不合格，陳光誠判斷「與河水有關」投入取證，並聯合村幹部募集河流兩岸約四萬名村民的簽名，把造紙廠告上法庭、停止生產並治污。2000年，陳光誠主動申請英國聯邦基金20多萬元人民幣扶貧資金，為村民修建163米的深水井，村民也自發參與水路建設，僅用了政府工程開價的三分之一費用就建成。村民感念表示「沒想到是瞎老五、村裡看上去最沒有用的人，讓俺們吃上了甜井水。」 
2002年，他试图在北京成立残疾人士的民间维权组织，未果。2003年，陈光诚与外语教师袁伟静结婚。同年7月至8月，陈光诚夫妇作为访问学者，前往美国访问，参观并了解了当地的残疾人士机构。

### 控告北京地铁違法收费（2003年）
2003年9月，陈光诚在北京乘坐地铁，检票员以其没有当地的盲人免费乘车证为由，要求其购买车票。但根据《残疾人保障法》第44条的规定，残疾人可以免费乘坐地铁。陈光诚而后将北京市地铁运营公司告上法庭，并获得胜诉。通过此案，终于使外地盲人也可免费乘坐地铁。

### 揭露临沂非法墮胎（2005年）
临沂市地方政府在时任市委书记李群的主导下，在计划生育工作上存在野蛮行为，比如强行对育龄妇女进行绝育手术、对生二胎的孕妇强行堕胎、引产，甚至随意抓捕亲属、逼迫家人交纳巨额罚金。2005年，陈光诚律师和其他人士向媒体和有关部门揭露，陈光诚基本上被软禁在家，与外界的通讯也被限制，并且受到多次殴打，一些同情支持他（并将这种同情付诸行为）的村民也曾因他而遭殴打。数名律师先后介入此案，并前往临沂进行调查取证，但受到很大阻力，甚至遭暴力袭击。而后由海外媒体曝光后，受到广泛关注。迫于舆论的压力，中国国家人口计生委官员就临沂计生事件发表了講话，并称要着手调查此事；但此案随后并未出现转折，陈光诚继续被软禁。

### 入狱（2006年－2010年）
2006年3月11日，陈光诚被临沂警方从家中带走后与外界失去联系。6月11日，陈光诚家人收到其被刑事拘留的通知书，說明陈光诚被指控于2月5日与其妻冲击政府大楼及打砸公共财物。8月18日，山东临沂沂南法院开庭审理，陈光诚被指控犯有故意破坏财物罪和聚众扰乱交通秩序罪，当天法庭没有做出裁决。这次的庭审引发极大的争议：陈光诚的辩护律师张立辉以及陈光诚的妻子不被允许进入法庭；辩护律师许志永博士前一天晚上被沂南公安以偷窃为借口羁押，在陈光诚庭审结束后许志永才获释；法庭临时指派的两名辩护律师，没有为陈光诚做任何辩护；陈光诚明确拒绝法庭指派律师的情况下，法庭并不依照法律规定进行休庭。8月24日，沂南县人民法院以故意破坏财产和聚众扰乱交通罪，判处陈光诚有期徒刑四年零三个月。10月30日，临沂市中级人民法院驳回县法院的判决结果，要求发还重审。12月1日，沂南县法院宣布对陈光诚维持原判。2007年1月12日，临沂市中级人民法院宣布维持对陈光诚的一审判决。
2008年1月24日，德国电视一台制片人陈露及其采访小组一行四人前往东师古村，希望对袁伟静进行采访，但进村后旋即遭遇拦截、恐吓威胁。7月，袁伟静受陈光诚委托，发表《致中国国家主席胡锦涛的公开信》，在信中她希望国家领导人能“体会一下我在日常生活中所受的屈辱和无奈。希望我们的国家领导人聆听一位服刑盲人对国家兴衰成败的担忧”。
2006年6月29日，胡佳和李和平等维权律师原计划在北京举行“关注光诚”记者会，但当天他们被各自软禁在家，记者会被迫取消。7月7日，杜光发表《救救陈光诚》，文中写到“面对陈光诚的不避险阻、不惜牺牲的的维权精神，我感到十分惭愧。我有责任向社会宣传他的崇高精神，同时为他伸冤呐喊，大声呼吁：救救陈光诚！”7月15日，冯兰瑞、应松年、姜明安、张思之、茅于轼、吴思联署《就陈光诚被捕事件致胡锦涛总书记及中共中央常委的信》，希望其能“关注和过问陈光诚问题，使陈光诚问题能在人权和法治的原则上得以妥善解决，为中国人权和法治事业的进步奠定一块重要的基石。”7月19日，沂南法院原定开庭审理陈光诚案的日子，以高智晟大律师为首的全国声援陈光诚团队一行共约20人，身穿印有陈光诚头像的文化衫出现在沂南街头，一些市民看见后伸出大拇指。 9月29日，50多位学者发表致中国国家主席胡锦涛的公开信《Letter to President Hu Jintao to Stop Harrassment of Advocates for Social Justice》，信中多次提到陈光诚案。11月2日，英国外相玛格丽特·贝克特女士表示，对陈光诚获准上诉，表示欢迎，并希望陈光诚的二审得到公正处理。
2007年10月，以美国众议院外交委员会主席湯姆·蘭托斯为首的34位美国国会议员，联名致函中国国家主席胡锦涛，要求中国政府释放陈光诚。
2009年3月8日，记者王克勤带着一个学生前往东师古村，试图带点生活用品给袁伟静，也遭殴打驱赶，无功而返。

### 遭受軟禁（2010年－2012年）
2010年9月9日，陈光诚出狱，被警车接送回家，此后即被软禁在家。当地政府称陈光诚的问题属于“敌我矛盾”。陈光诚家被安装了监控摄影機、手机屏蔽器、强光灯，他和妻子被禁止外出，他家周围由数十人轮流把守，禁止外人来往，其生活用品只能由陈光诚的母亲带入，邻居若提供帮助即被威胁警告。在此期间，从各地前去看望的人士（其中包括女性和外籍记者）多次受到拦截、殴打、凌辱、抢劫和强制遣返。
2011年1月10日，女网友“珍珠”（何培蓉）只身驾车前往东师古村试图看望陈光诚，遭暴力袭击，车窗玻璃被打碎。2月10日，对华援助协会（CHINAaid）公布陈光诚遭软禁的影片， 他的遭遇再次引起国际舆论的关注。2月13日，法国《世界报》驻华记者布萊斯·佩德羅雷蒂同法国《新观察家报》记者烏蘇拉·高蒂爾以及法国国际广播电台记者斯特凡·拉加德一同驱车前往东师古村采访，在靠近陈光诚家时，他们遭六名男子推搡，录音机、记者证被抢走，汽车被搜查，录音机存储被删除，还有“一个中国男子手里拿了一块砖头威吓他们”。在记者开车驱车离开后，还有一辆无牌照车辆跟随了一段路程。2月14日，美国《纽约时报》驻华记者杰安迪等人采访陈光诚被拦。“几个便衣拦住我们的车不让我们进村。他们用暴力打开我们的车门，抢走我们的手机、录影机、照相机以及我们的证件。最后扣下了我们的照相机储存卡还弄坏了一台笔记本电脑。”网友高兴波在视频中得知“陈光诚很喜欢吃羊肉，但是出狱后一直没有吃到”后，同一天他带羊肉进入东师村，被发现后遭扣押殴打，最后被扔在距离村子20多公里处的荒郊野外。2月16日，美国CNN记者前往东师古村，也遭遇推搡，有人甚至向他们扔石块，他们被迫撤离。2月17日，中國外交部表示，得知情况后向山东当地政府了解情况，并及时作了妥善处理。同一天，无国界记者组织发表声明谴责针对记者的野蛮行为，强烈抗议中国当局在陈光诚出狱后强迫其与外界隔离的做法。9月21日，前往探望遭陈光诚的4位支持者及一名以色列女记者遭到当地警方等人暴力袭击和扣押。10月，上百名访民前往东师古村，试图探望陈光诚。以私人身份前往山东探访陈光诚家乡的记者石玉离职。石玉证实，由于其工作单位领导受到了很大政治压力，他自己主动解除了跟新华社所属财经国家周刊的合同工作关系。10月15日，作家慕容雪村、媒体人王小山等5人，前往东师古村拜访盲人维权人士陈光诚，在村口遭到不明身份者阻拦，并且扭送回临沂市里。12月14日，好莱坞著名演员克里斯汀·貝爾在北京宣传电影《金陵十三钗》期间乘车8小时来到东师古村试图探望陈光诚，亦在村口遭到不明身份者阻拦，未能见到陈光诚。
此外还有不少普通网友、学生及社会人士前往东师古村探望陈光诚，但都遭到阻拦甚至殴打。
2011年，曾任《南方周末》副總編輯、新聞部主任的中國知名媒體人長平分析稱：“事实上，陈光诚事件早为国际社会所关注，北京有关方面并非毫不知情。如果临沂真是一个例外，那么，新华社下属媒体记者石玉在遭到野蛮殴打、非法关押和公然抢劫，回到北京之后，应该得到同事、领导以及更上级机构的同情、安慰和支持。事实上，尽管石玉声明这是个人行为，所属媒体还是受到压力，让他失去了工作。此事足以说明，陈光诚律师在山东临沂的遭遇，是一个系统性反应的结果。”

### 各界營救
2010年11月，“自由光诚”网站开通，该网站建议：
1. 通过网络速递一个小玩具、一本儿童绘本，送给光诚也被软禁的5岁小女儿克斯，带去温情；
2. 邮寄一张美丽的明信片，向光诚全家及看守者问好；
3. 邮寄一张邀请卡，邀请光诚全家到你所在的城市游玩；
4. 圣诞节、元旦、春节、元宵节……邮寄一张节日卡给陈光诚及看守者；
5. 采访一位有公共影响力的人（学者、官员、影视明星、活跃分子……），访问其对陈光诚现状的看法，将录音、照片、视频等资料发送给我们。[43]

2011年1月14日，在胡锦涛访美前夕，美国國務卿希拉蕊·柯林頓发表题为“宏观展望21世纪美中关系”的演讲，其中提到“只要中国还在对博客作者进行审查，监禁维权人士；只要宗教信仰者——特别是未获登记的团体的成员——不能充分自由地从事礼拜活动；只要律师和维护法律尊严的人士仅仅因为替质疑政府立场的客户辩护而被投入监狱；只要像陈光诚这样的人士在获释后依然遭受迫害，美国就会继续直言不讳，对中国施加压力。”7月21日，美国众议院通过一项特别的法案“支持陈光诚修正案”，敦促中国政府停止对陈光诚一家的骚扰和软禁。10月，中国网民关注陈光诚遭遇的行动达到高潮。一批批网友或组队或单独行动，冒险闯关，试图接近盲人维权律师陈光诚在山东沂南县东师古村的住所。10月5日，中国网友计划实施的关注盲人维权律师陈光诚的行动因中国国保的打压而没有达到预期目的。10月28日美国女权无疆界组织要求相对论传媒停止在软禁陈光诚的临沂拍摄影片《21岁派对》。临沂市委宣传部相关负责人说，这部电影为助推临沂走向世界。11月1日，美国国会就陈光诚被软禁召开听证会，美國國會及行政部門中國問題委員會主席克里斯·史密斯要求北京政府允许他探视陈光诚。

### 逃离软禁

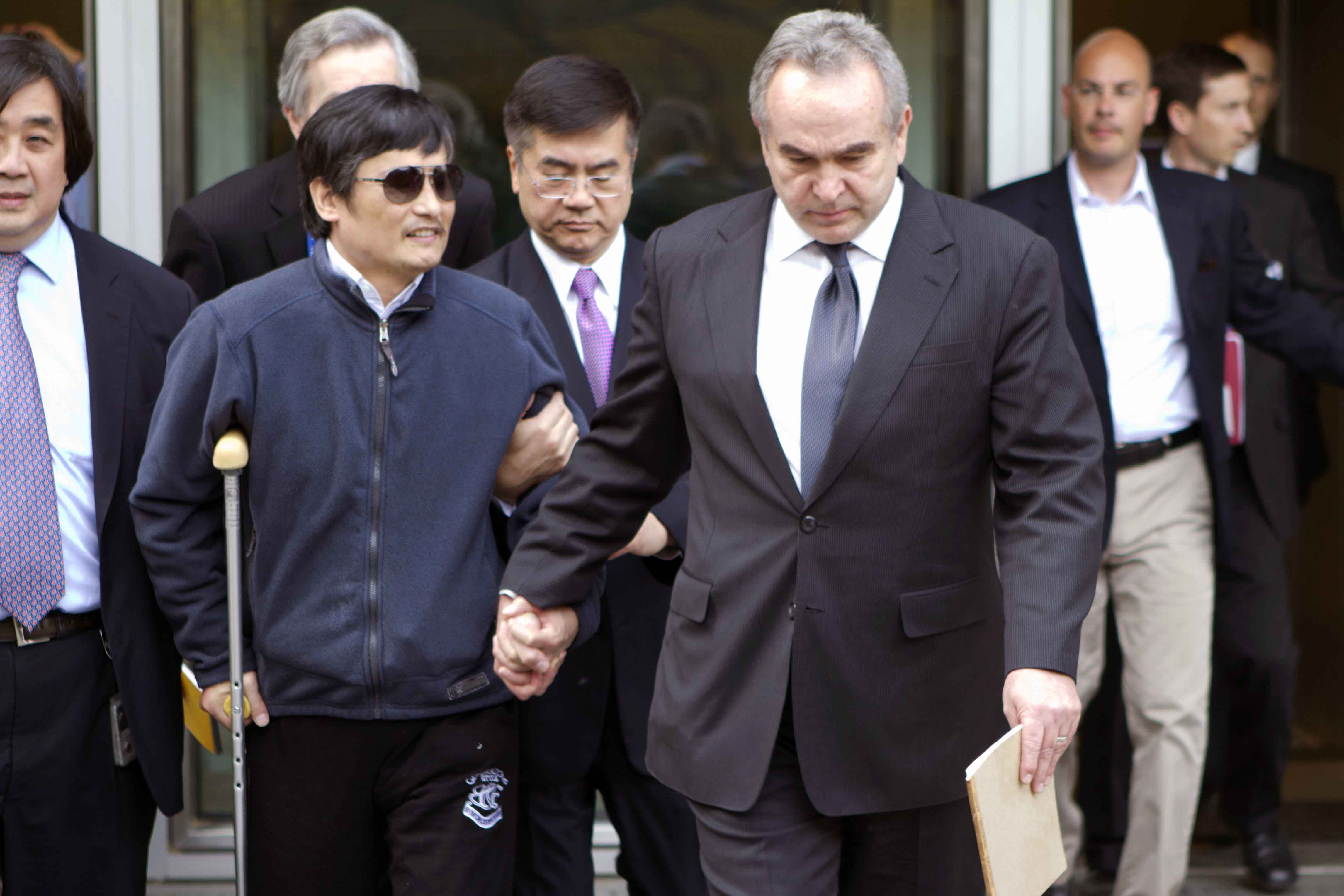
2012年5月1日陈光诚（左）、骆家辉（中）、库尔特·坎贝尔（右）在美国驻华大使馆

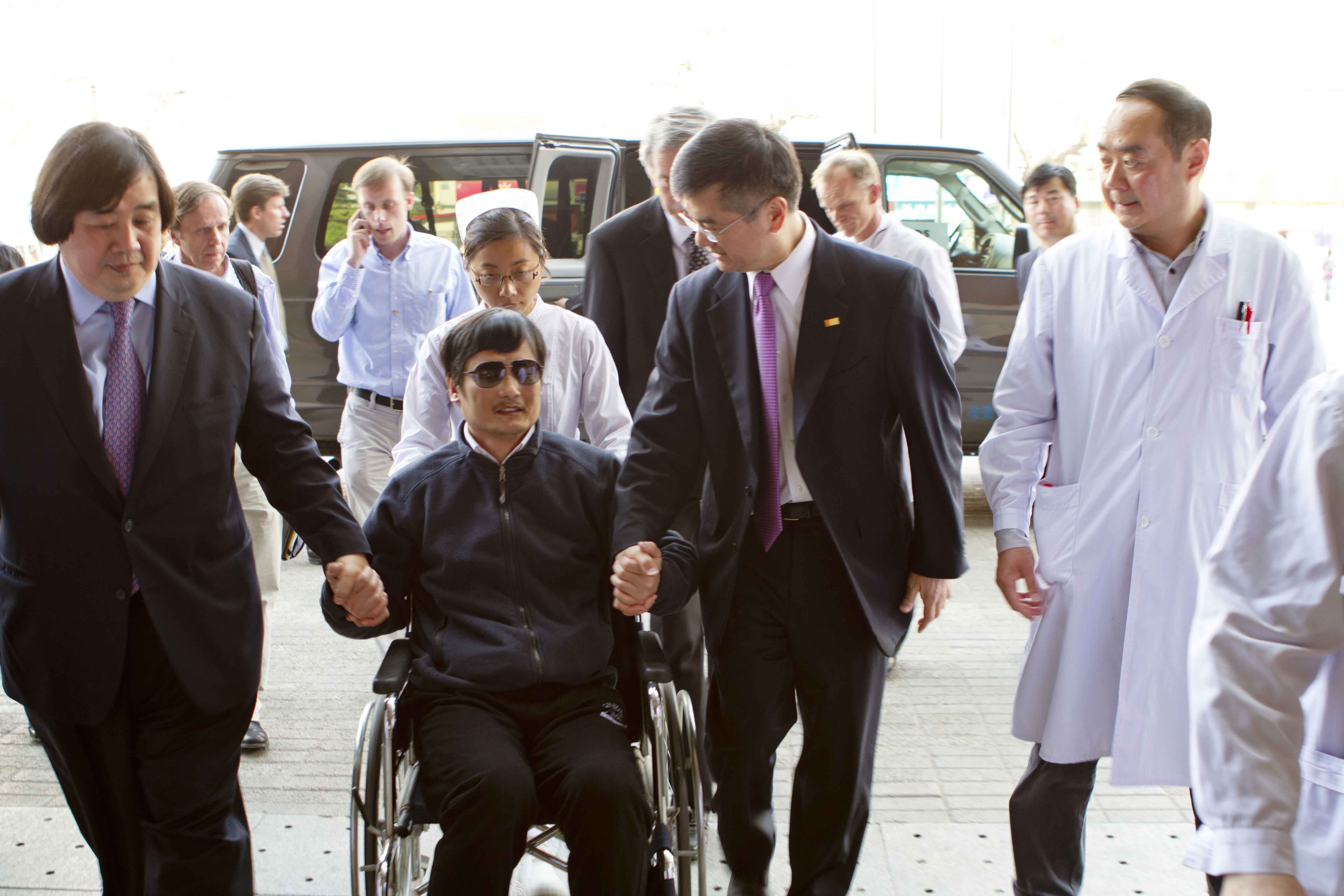
5月2日陈光诚在美国驻华大使馆人员陪同下到北京朝阳医院就诊

陈光诚在2012年4月20日（一说4月22日 ）离开东师古村。當日陳光誠通宵未眠，聽着看守的腳步聲，利用其倒水的10秒鐘跑到另一間房間，短暫躲藏後翻墻逃脫，在村民的帮助下逃出东师古村，并被从北京赶来的朋友何培蓉等人驾车救走。在逃跑时他的腿部多处骨裂，腿部肿起 。到达北京后他每晚都在不同的地方睡觉，直到4月26日进入美國大使館。此时外界还不知道陈光诚已经逃离东师古村。 
同时4月26日深夜11时，临沂双堠镇镇长张健带领多名不明身份者闯入陈光诚大哥陈光福家中，陈光福之子陈克贵在遭遇到攻击时持刀把张健和其他人砍伤，陈光福被不明身份者带走。陈克贵报警两个多小时后，亦被当地警方带走。据美國之音报道，沂南县政府网站提到了陈光诚的侄子陈克贵，说他“持刀砍伤当地政府干部及工作人员”、“畏罪潜逃”。此时外界才知道陈光诚已经不在东师古村。4月27日，BBC引用人权组织“对华援助协会”负责人的话，指出中国一支组织救援陈光诚的人权人士何培蓉和郭玉闪队伍将其从家中偷偷带出，身處美國駐華大使館且非常安全，但中國外交部和美國國務院一直拒絕證實事件。上午11时，组织救援陈光诚的何培蓉被警方从南京家中带走。当日中午，博讯网放出一段时长为15分钟陈光诚的视频，视频中，身穿黑色耐克运动上装的陈光诚向国务院总理温家宝提出“依法惩治罪犯”、“依法保障家人安全”、“依法惩治腐败”三个请求。胡佳稱，陳到美國大使館並非尋求政治庇護，更沒有打算離開中國；而陳光誠的腸胃病也變得嚴重，希望他可以盡快接受治療。根据《华尔街日报》的报道，在大使馆期间，美国大使馆的官员与陈光诚进行了密集的交流，以确认他下一步的意愿。美国官员说陈光诚想和家人团聚，搬到中国一处安全的地方，学习法律，并要求中国政府调查他所受的不公待遇。同时美国官员与时任中国外交部副部长崔天凯带队的谈判团进行谈判。美国前国务卿希拉里在其2014年出版的自传《艰难抉择》（英語：Hard Choices）写到，美方建议当时仍愿留在大陆的陈光诚在北京以外的学校就读，并向中方提供了五六所大学的名单，当中包括崔天凯的母校华东师范大学；崔说，「陈光诚绝不能进华东师范大学，我不屑当他校友。」最后双方同意陈光诚在使馆外与家人会面，以最后决定“是否离开美国的保护”。 4月30日，香港《東方日報》稱，周永康所負責的政法領域，接連發生王立軍和陳光誠“投奔”美國使館事件，陳光誠事件的影響並不亞於王立軍事件；指出美國國務卿希拉里即將訪華，人權問題、陳光誠事件必成為焦點，周永康面臨空前的壓力。路透社當天發表特稿，以棒球術語“兩好球”形容周永康，意思是即將面臨遭到三振出局的命運；指周永康負責涉及中國安全的政法領域，全年的預算高達1100億美元，甚至比人民解放軍還要高，中共是否可能在當年十八大的換屆之前將他換掉，是一項必須慎重考慮的決定。
5月2日，陳光誠在美國駐華大使駱家輝陪同下進入北京市朝陽醫院，与中国政府从山东带来的妻子和孩子会面。同日，中國官方首次對陳光誠事件開腔回應，中方批評美方以非正常方式將陳帶入使館，干涉中國內政，要求美方道歉。美方则表示会持续关注事件的进展。到晚间，病房門外有便衣公安看守，禁止记者入內。隨後，医务人员以探视时间已过要求美国官员离开，甚至到了晚上陈光诚一家都无法吃到饭。他在与友人滕彪、曾金燕通话后感到事态严重，改变了要留在中国的初衷，希望尽快离开中国。而據香港電台報道，陳在美國駐華大使館逗留期間受到中國當局威脅，獲告知如果不離開美國大使館，其家人就會有危險，但美方否认这些说法。有评论批评美方希望尽快结束此事，以不致影响即将进行的美中战略与经济对话。5月3日，美方官员开始为他们的行动辩解。但是美方已经无法在医院与陈光诚会面，只在当天早上在医院外面见到了他的妻子。到了下午，美国国务院承认陈光诚想要离开中国的想法。随后陈光诚通过电话在美国国会听证会上表达了他的要求：他想和家人一起暂时离开中国一阵，在美国的大学休息，可能还会学习一段时间。 5月4日，中国外交部发言人刘为民称，陈光诚目前正在医院接受治疗。他如果想出国留学，作为一个中国公民，可以像其他中国公民一样，依法通过正常途径到有关部门办理有关手续。美国国务院发言人盧嵐就中国政府表示陈光诚与其他中国公民一样享有出国旅行的权利发表声明。卢岚表示，陈光诚目前已经被美国一所大学授予奖学金，他将可以携带妻子和两名子女前往这所大学就读。美國國務卿希拉里表示，中国处理陈光诚的声明很令人鼓舞。5月6日，美国纽约大学向陈光诚发出邀请，希望陈能成为纽约大学法学院的访问学者，中国政府则派了一位官员来看望陈光诚。5月8日，陈光诚表示中央政府將派人帮助办理出国手续。5月9日，纽约大学法学院向陈光诚提供奖学金。5月15日，陈光诚表示他已经打电话回东师古村询问他母亲是否愿意跟他一起前往纽约，母亲的回答是她不想离开家乡，不过以后或许会到美国看望。陈光诚和家人填写了申请办理赴美护照的表格，并且拍摄了护照照片。陈表示，山东省公安厅的相关人员當天上午将表格送到北京朝阳医院病房里，办理此事的工作人员按照规定收取了办理护照的费用，并告知他们将在15天之内发出护照。5月19日他搭上一班由北京飛往紐約的聯合航空公司班機前往紐約。5月20日，陈光诚抵达美国纽约。《华盛顿邮报》通过介入到中美就陈光诚问题谈判的内幕人士的话阐述了中美两国在陈光诚事件中外交斡旋的一些鲜为人知的秘密。

### 前往美国（2012年迄今）

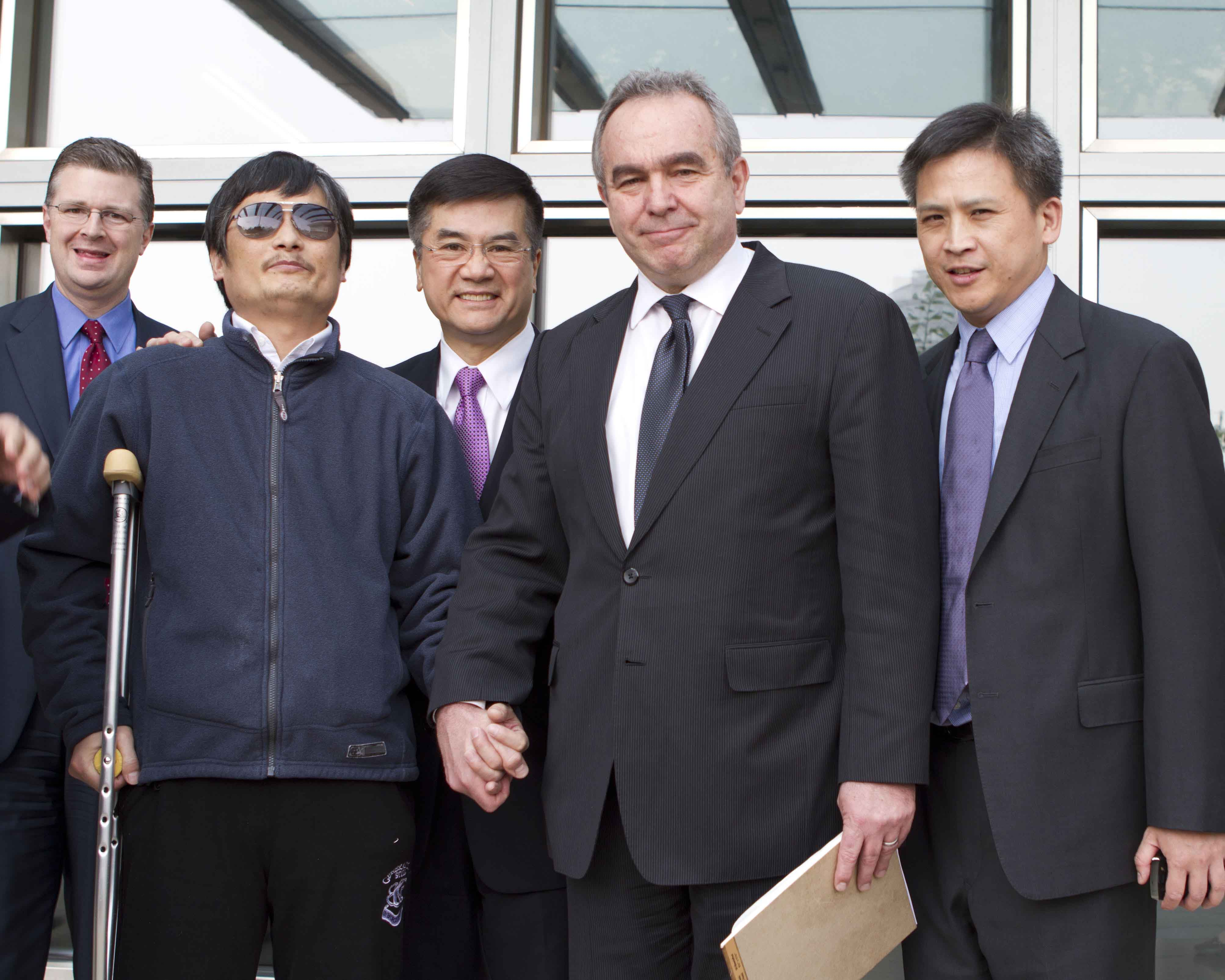
2012年5月，陳光誠在離開美國駐華大使館前，同美國駐華大使駱家輝、美國助理國務卿庫爾特·坎貝爾、副助理國務卿梅健華（右）等合影

2012年4月下旬，陳光誠在四位网友的协助下逃離上百警察与村委監視，進入了北京的美國駐華大使館。5月2日，陳在美國駐華大使駱家輝的陪同下離開大使館，到達北京市朝陽醫院。后经中美兩國政府談判，陳与家人离开中国，抵达美国纽约，居住于格林尼治村并在纽约大学担任访问学者，期间学习英语和钻研民主与法治的基本概念。5月29日，陈光诚通过《纽约时报》发表文章批判中国政府和中国共产党“对他和他的家庭在过去七年中所作出的非法惩罚”、“那些处理我案件的人可以堂而皇之多年违反这个国家的法律”。
2013年4月，陈光诚出席美国众议院外交委员会听证会，称中国当局未能像承诺那样调查对他和他的家人施暴的有关人员。6月，陈光诚发表声明称纽约大学因為設置上海分校而受到中共當局的壓力，后又发表声明感謝紐約大學孔傑榮教授等人在最初伸出援手；但紐約大學否认了受到中共压力一说。對華援助協會送給陳光誠的iPad與iPhone在同月被質疑多裝了間諜程式以監控陳光誠的行動，對華援助協會負責人傅希秋则请求美國聯邦調查局調查本案。。

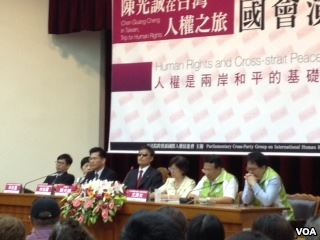
陳光誠在立法院上發表談話。

2013年6月23日，陳光誠前往台灣訪問18天；6月25日接受中華民國立法院跨黨派國際人權促進會邀請，於立法院發表公開演說，成為在中華民國立法院發表公開演說的第一位中國大陸維權人士。下午在前副總統呂秀蓮、知名人權學者孔傑榮陪同下參訪景美人權園區，當晚至國立台灣大學進行演說。6月26日晚間前往台南國立成功大學，並與台南市長賴清德對談公民運動。10月，陈光诚开始在新泽西州普林斯顿的威瑟斯庞研究所担任人权问题高级研究员，同时担任美国天主教大学访问学者、兰托斯人权与正义基金会高级顾问。
2015年，陈光诚的回忆录《赤脚律师》在美国出版。
2020年8月26日，陈光诚出席美國共和党全国代表大会，在安德鲁·梅隆礼堂发表演讲，称中共是人类的公敌，对特朗普总统表示支持。
2021年6月21日，陈光诚加入美国国籍。

## 观点
陈光诚是特朗普的积极支持者。2020年8月，他在共和党的全国代表大会上致词，公开呼吁为特朗普投票。特朗普败选后，还力挺特朗普的选举舞弊论。

## 家庭生活
2003年，陈光诚与外语教师袁伟静结婚。2005年7月，女儿陈克斯出生，由于受到父亲被监禁的影响，一直被监禁在家。此外陈还有一个早于其女儿出生的儿子，在其软禁期间被寄养在临沂市临沭县岳父母家。陈光诚的四哥陈光新在沂南县党校工作，是沂南县党校的干部。陈光诚的女儿陈克斯的户口在陈光新名下。

## 获奖
- 2003年，陈光诚获选临沂“2003年度十大新闻人物”。[98]
- 2005年12月，陈光诚入选香港亚洲周刊评选出的“2005年风云人物”。[99][100]
- 2006年5月，入选美国《时代》2006年时代百大人物。[3][101]
- 2007年3月14日，陈光诚获得英国人权组织查禁目录颁发的言论自由奖。[102]
- 2007年4月，英国皇家国际问题研究所和开放民主网站开列了第一个中国影响力50人名单，陈光诚名列其中（第46位）。[103][104]
- 2007年7月31日，陈光诚获得2007年度麦格塞塞奖“突出表现领袖”[105]。由于陈光诚在监狱服刑，他的妻子袁伟静原计划由北京坐飞机前往马尼拉代夫领奖。8月24日，她在北京首都国际机场被警方带走，后被遣送回临沂软禁，無法出席頒獎典禮。[106][107]
- 2012年獲得美國「人權至上」組織年度人權獎[108]。
- 2012年獲得美國國會兰托斯人权奖，颁奖仪式2013年1月29日在国会山举行。[109]
- 2013年英國議會威斯敏斯特人权奖，陈光诚因其为“人权、人的生命和尊严”作出的贡献而获奖。[110]
- 2013年獲得對華援助協會「捍衛自由勇氣獎」[111]。